# Powiat Jablonec nad Nysą
Powiat Jablonec nad Nysą (czes. okres Jablonec nad Nisou) – powiat w Czechach, w kraju libereckim. Jego siedziba znajduje się w mieście Jablonec nad Nysą. Powierzchnia powiatu wynosi 402,29 km², zamieszkuje go 88 054 osób (gęstość zaludnienia wynosi 219,04 osób/km²). Powiat ten liczy 34 miejscowości, w tym 8 miast.
Od 1 stycznia 2003 powiaty nie są już jednostką podziału administracyjnego Czech. Podział na powiaty zachowały jednak sądy, policja i niektóre inne urzędy państwowe. Został on również zachowany dla celów statystycznych.

## Miasta powiatu Jablonec nad Nysą
- Desná
- Jablonec nad Nysą
- Lučany nad Nisou
- Rychnov u Jablonce nad Nisou
- Smržovka
- Tanvald
- Velké Hamry
- Železný Brod

## Struktura powierzchni
Według danych z 31 grudnia 2003 powiat ma obszar 402,29 km², w tym:
- użytki rolne – 32,31%, w tym 24,89% gruntów ornych
- inne – 67,69%, w tym 81,78% lasów
- liczba gospodarstw rolnych: 272

## Demografia
Dane z 31 grudnia 2003:
| Opis        | Ogółem | Kobiety       | Mężczyźni     |
| ----------- | ------ | ------------- | ------------- |
| populacja   | 88 054 | 45 507 51,68% | 42 547 48,32% |
| średni wiek | 38,5   | 40,83         | 37,82         |

- gęstość zaludnienia: 219,04 mieszk./km²
- 79,53% ludności powiatu mieszka w miastach.

## Zatrudnienie
| Mieszkańcy ze stałym zatrudnieniem | 25 869       |
| Średnia pensja miesięczna          | 14 289 koron |
| Bezrobotni                         | 3 624        |
| Stopa bezrobocia                   | 8,19%        |

## Szkolnictwo
W powiecie Jablonec nad Nysą działają:
| Rodzaj szkoły                   | Liczba szkół |
| ------------------------------- | ------------ |
| Przedszkola                     | 26           |
| Szkoły podstawowe               | 36           |
| Gimnazja                        | 3            |
| Szkoły średnie techniczne       | 9            |
| Szkoły średnie ogólnokształcące | 3            |
| Szkoły wyższe                   | 2            |

## Służba zdrowia
| Lekarze                               | 266 |
| Szpitale                              | 2   |
| Specjalistyczne ośrodki terapeutyczne | 1   |
| Gabinety dentystyczne                 | 44  |
| Apteki                                | 20  |